# Zona de seguridad fronteriza de Rusia

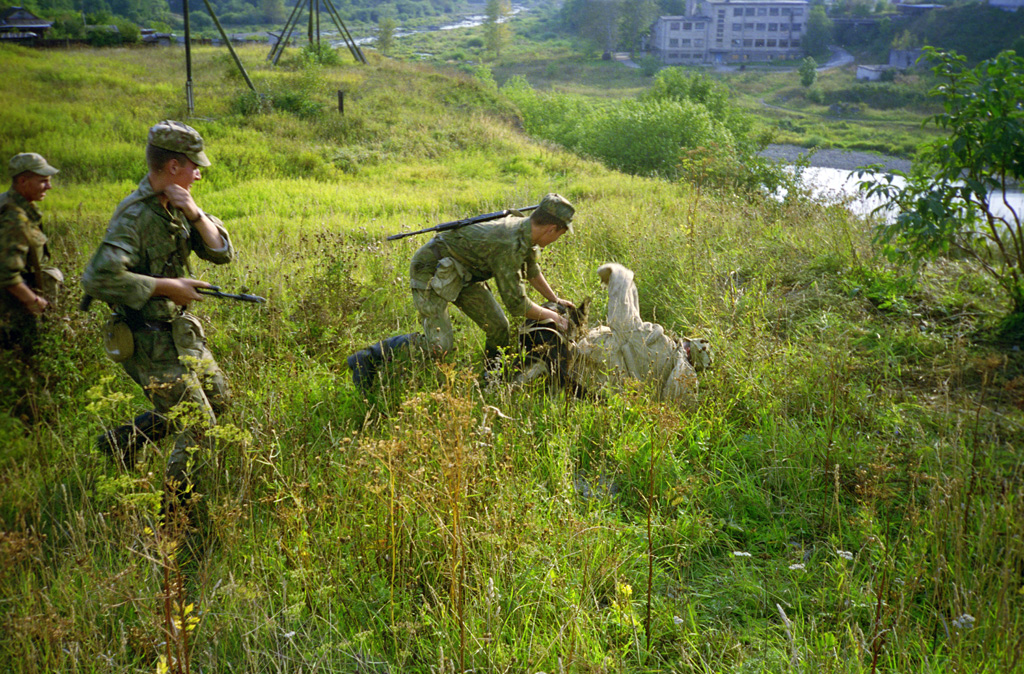
Soldados rusos en una zona de seguridad fronteriza

Una zona de seguridad fronteriza en Rusia es la designación de una franja de tierra (generalmente, aunque no siempre, a lo largo de una frontera exterior de la federación rusa) donde la actividad económica y el acceso están restringidos de acuerdo con las Regulaciones de Régimen de Fronteras establecidas por el Servicio Federal de Seguridad. Para que los turistas extranjeros visiten la zona se requiere un permiso emitido por el departamento local del FSB.
La zona de acceso restringido (de 7,5 km de ancho en general, pero, que por ejemplo, tiene 90 km de ancho a lo largo de la frontera estonia) se estableció en la Unión Soviética en 1934 y luego se amplió, incluyendo en ocasiones vastos territorios.[cita requerida] En 1935-1936, para asegurar la frontera occidental de la Unión Soviética, muchas nacionalidades consideradas poco confiables (polacos, alemanes, finlandeses ingrios, estonios, letones) fueron trasladadas por la fuerza por la fuerza de NKVD.
Después de la disolución de la Unión Soviética en 1991, las fronteras de la nueva Federación de Rusia fueron dramáticamente diferentes, pero la zona no se corrigió en consecuencia y, por lo tanto, dejó de existir. En 1993, se aprobó la Ley sobre la frontera estatal y se restableció una franja fronteriza con acceso restringido, que no debería exceder los 5 km (aunque de hecho se hizo mucho más amplia en algunos lugares). En 2004 se enmendó la ley, se eliminó la restricción de 5 km y se autorizó legalmente al FSB a establecer los límites de la zona por sí mismo sin coordinación con las autoridades locales. En 2006, el director del FSB Nikolay Patrushev y su adjunto Sergei Smirnov emitieron decretos que delimitaban la zona, que se expandió en gran medida e incluyó muchos asentamientos grandes, importantes rutas de transporte y áreas turísticas, especialmente en la República de Carelia, Leningrado y Krai de Primorie. En 2007, presionado por la gente, el FSB redujo la zona en algunos lugares.